# Hamda Al Qubaisi
Hamda Al Qubaisi (Abu Dabi, Emiratos Árabes Unidos; 8 de agosto de 2002) es una piloto de automovilismo emiratí. En 2023 resultó tercera en la temporada inaugural de la F1 Academy, y quinta en 2024.
Es hermana menor de la también piloto Amna Al Qubaisi.

## Carrera deportiva

### Inicios
Hamda comenzó su carrera en el karting en 2015 y fue la primera emiratí en ser invitada al Karting Academy Trophy en 2016. Terminó tercera en el Campeonato IAME X30 en 2017.
En 2019, hizo su debut en monoplazas al participar en una carrera de Fórmula 4 Italiana. En los siguientes años, participó en dicho campeonato y en el emiratí de la misma división. En este último, logró sus primeras victorias.
En junio de 2021, se convirtió en la primera mujer en la historia de la F4 italiana en subir al podio, logrando el tercer lugar en Misano. En el proceso, también logró asegurar su primer podio en Europa. Agregó tres finales de puntos más y terminó el campeonato en el puesto 17, con 24 puntos.

### Fórmula Regional y Fórmula 3
Durante la pretemporada, Hamda participó en el Campeonato de Fórmula Regional Asiática con Evans GP. No pudo sumar puntos y terminó el campeonato en el puesto 28. Para su temporada principal, Hamda disputó el Campeonato de Fórmula Regional Europea de 2022 con Prema Racing, sin resultados destacados.
Hamda fue seleccionada para participar en las pruebas de monoplazas de Fórmula 3 de la FIA del 16 al 17 de septiembre de 2022, junto con otras tres mujeres en Magny-Cours.

### Vuelta a Fórmula 4
En 2023, Hamda compitió en la F1 Academy, un nuevo campeonato de F4 exclusivo para mujeres. Compartió equipo, en MP, con su hermana Amna Al Qubaisi y Emely De Heus. Con cuatro victorias, finalizó tercera en el campeonato. Repitió participación al año siguiente, además de ser parte de otros campeonatos de F4.

## Vida personal
Hamda es la hermana menor de Amna Al Qubaisi y la hija de Khaled Al Qubaisi, director ejecutivo de la plataforma de inversión en bienes raíces e infraestructura de Mubadala Investment Company, y quien también es una figura en las carreras de automovilismo de los Emiratos Árabes Unidos.

## Resumen de carrera
| Temporada | Categoría                                                 | Equipo                    | Carreras | Victorias | Poles | VR | Podios | Puntos | Pos. |
| --------- | --------------------------------------------------------- | ------------------------- | -------- | --------- | ----- | -- | ------ | ------ | ---- |
| 2019      | Campeonato de Italia de Fórmula 4                         | Abu Dhabi Racing by Prema | 6        | 0         | 0     | 0  | 0      | 0      | 42.ª |
| 2019      | Campeonato de EAU de Fórmula 4 - Ronda Trofeo             | Abu Dhabi Racing          | 2        | 0         | 0     | 0  | 0      | N/A    | NC   |
| 2020      | Campeonato de EAU de Fórmula 4                            | Abu Dhabi Racing          | 19       | 3         | 7     | 6  | 12     | 258    | 4.ª  |
| 2020      | Campeonato de Italia de Fórmula 4                         | Abu Dhabi Racing          | 19       | 0         | 0     | 0  | 0      | 3      | 25.ª |
| 2020      | ADAC Fórmula 4                                            | Iron Lynx                 | 3        | 0         | 0     | 0  | 0      | 0      | NC†  |
| 2021      | Campeonato de EAU de Fórmula 4                            | Abu Dhabi Racing by Prema | 19       | 3         | 0     | 2  | 7      | 221    | 4.ª  |
| 2021      | Campeonato de Italia de Fórmula 4                         | Prema Powerteam           | 21       | 0         | 0     | 0  | 1      | 24     | 17.ª |
| 2021      | ADAC Fórmula 4                                            | Prema Powerteam           | 6        | 0         | 0     | 0  | 0      | 0      | 21.ª |
| 2021      | Campeonato de EAU de Fórmula 4 - Ronda Trofeo             | Abu Dhabi Racing by Prema | 1        | 0         | 0     | 0  | 0      | N/A    | 6.ª  |
| 2022      | Campeonato de Fórmula Regional Asiática                   | Abu Dhabi Racing by Prema | 15       | 0         | 0     | 0  | 0      | 0      | 28.ª |
| 2022      | Campeonato de Fórmula Regional Europea                    | Prema Racing              | 15       | 0         | 0     | 0  | 0      | 0      | 38.ª |
| 2023      | Campeonato de EAU de Fórmula 4                            | Yas Heat Racing by Xce    | 15       | 0         | 0     | 0  | 0      | 12     | 20.ª |
| 2023      | F1 Academy                                                | MP Motorsport             | 21       | 4         | 2     | 5  | 7      | 207    | 3.ª  |
| 2023      | Campeonato de EAU de Fórmula 4 - Ronda Trofeo             | MP Motorsport             | 2        | 0         | 0     | 0  | 0      | N/A    | NC   |
| 2023      | Campeonato de Arabia Saudita de Fórmula 4 - Evento Trofeo | Altawkilat Meritus.GP     | 4        | 0         | 0     | 0  | 1      | N/A    | NC   |
| 2024      | Campeonato de Arabia Saudita de Fórmula 4                 | Altawkilat Meritus.GP     | 17       | 1         | 0     | 1  | 5      | 116.5  | 4.ª  |
| 2024      | F1 Academy                                                | MP Motorsport             | 14       | 0         | 0     | 0  | 3      | 133    | 5.ª  |
| Fuente:   |                                                           |                           |          |           |       |    |        |        |      |

## Resultados

### Campeonato de Fórmula Regional Europea
(Clave) (negrita indica pole position) (cursiva indica vuelta rápida)

| Año  | Equipo       | 1   | 1   | 2   | 2   | 3   | 3   | 4   | 4   | 5   | 5   | 6   | 6   | 7   | 7   | 8   | 8   | 9   | 9   | 10  | 10  | Pos. | Puntos |
| ---- | ------------ | --- | --- | --- | --- | --- | --- | --- | --- | --- | --- | --- | --- | --- | --- | --- | --- | --- | --- | --- | --- | ---- | ------ |
| 2022 | Prema Racing | MNZ | MNZ | IMO | IMO | MON | MON | LEC | LEC | ZAN | ZAN | BUD | BUD | SPA | SPA | SPI | SPI | BAR | BAR | MUG | MUG | 38.º | 0      |
| 2022 | Prema Racing | 30  | Ret | Ret | 31  | 27  | DNQ | 29  | 26  | 30  | 27  | 31  | 26  | 26  | Ret | 29  | 24  |     |     |     |     | 38.º | 0      |